# 나카야마촌 (구마모토현)
나카야마촌(中山村)은 일본 구마모토현 시모마시키군에 설치되었던 촌이다. 현재의 미사토정의 일부에 해당한다.